# Bout de Zan revient du cirque
Bout de Zan revient du cirque és una pel·lícula muda francesa escrita i dirigida per Louis Feuillade i estrenada el 13 de desembre de 1912.
Aquesta pel·lícula forma part de la sèrie Bout de Zan.

## Repartiment
- René Poyen : Bout de Zan
- Renée Carl : la mare
- Paul Manson : el pare
- Jeanne Saint-Bonnet : la minyona